# Phomopsis hysteriola
Phomopsis hysteriola är en svampart som beskrevs av Grove 1935. Phomopsis hysteriola ingår i släktet Phomopsis och familjen Diaporthaceae.   Inga underarter finns listade i Catalogue of Life.